# Halibur (Motael)
Halibur (Tetum für Zusammen) ist eine Aldeia in der osttimoresischen Landeshauptstadt Dili. Die Aldeia liegt im Nordwesten des Sucos Motael (Verwaltungsamt Vera Cruz). In der Aldeia leben 1146 Menschen (2015).

## Lage

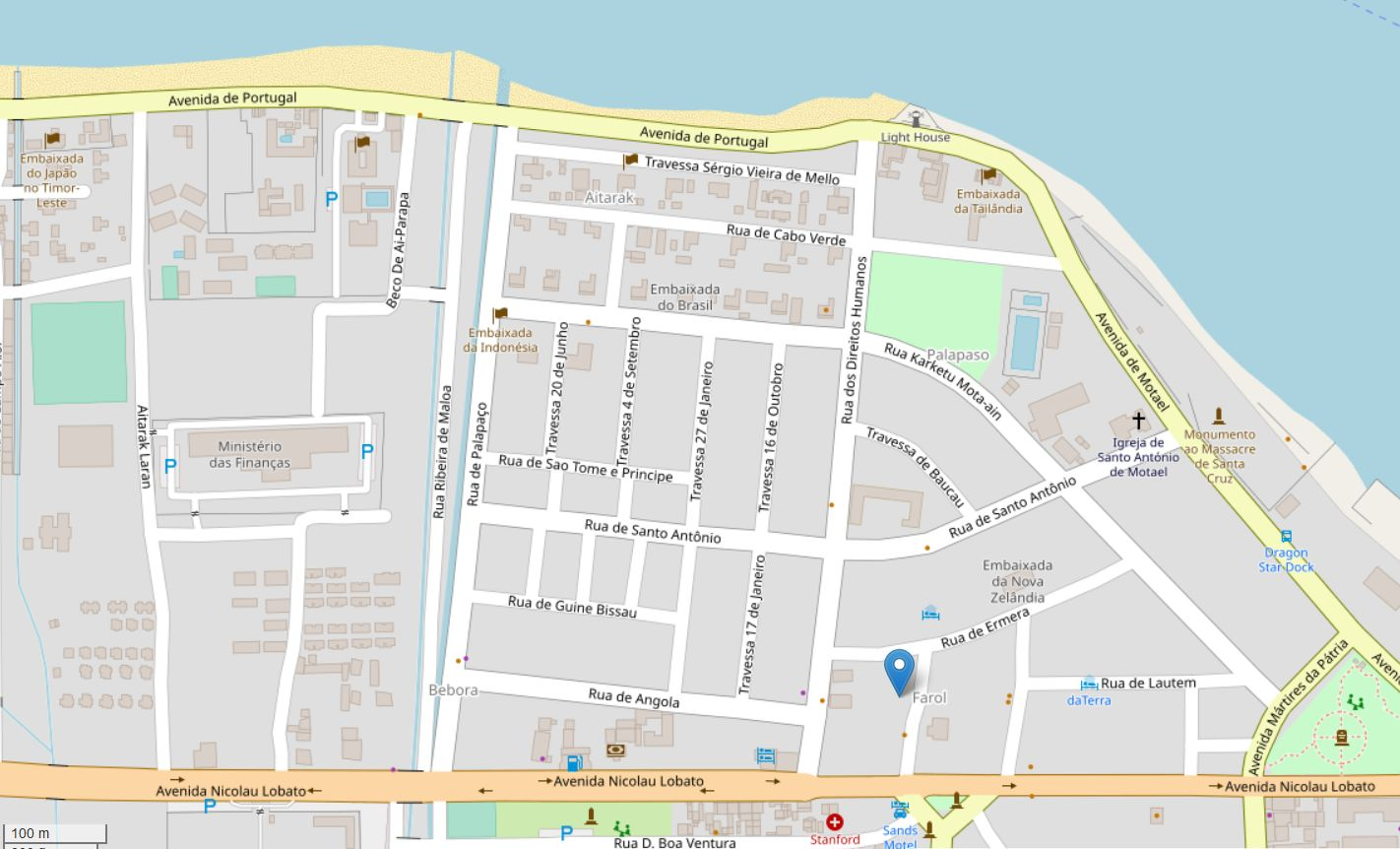
Straßenkarte von Halibur

Halibur bildet den Nordwesten des Sucos Motael, mit dem Stadtteil Aitarak im Norden und Bebora im Süden. Im Norden liegt die Küste der Bucht von Dili. Östlich der Rua dos Direitos Humanos befindet sich die Aldeia Lirio und südlich der Avenida Nicolau Lobato die Aldeias Hura und Boa Morena. Im Westen, jenseits des Flusses Maloa liegt der Suco Kampung Alor.

## Einrichtungen

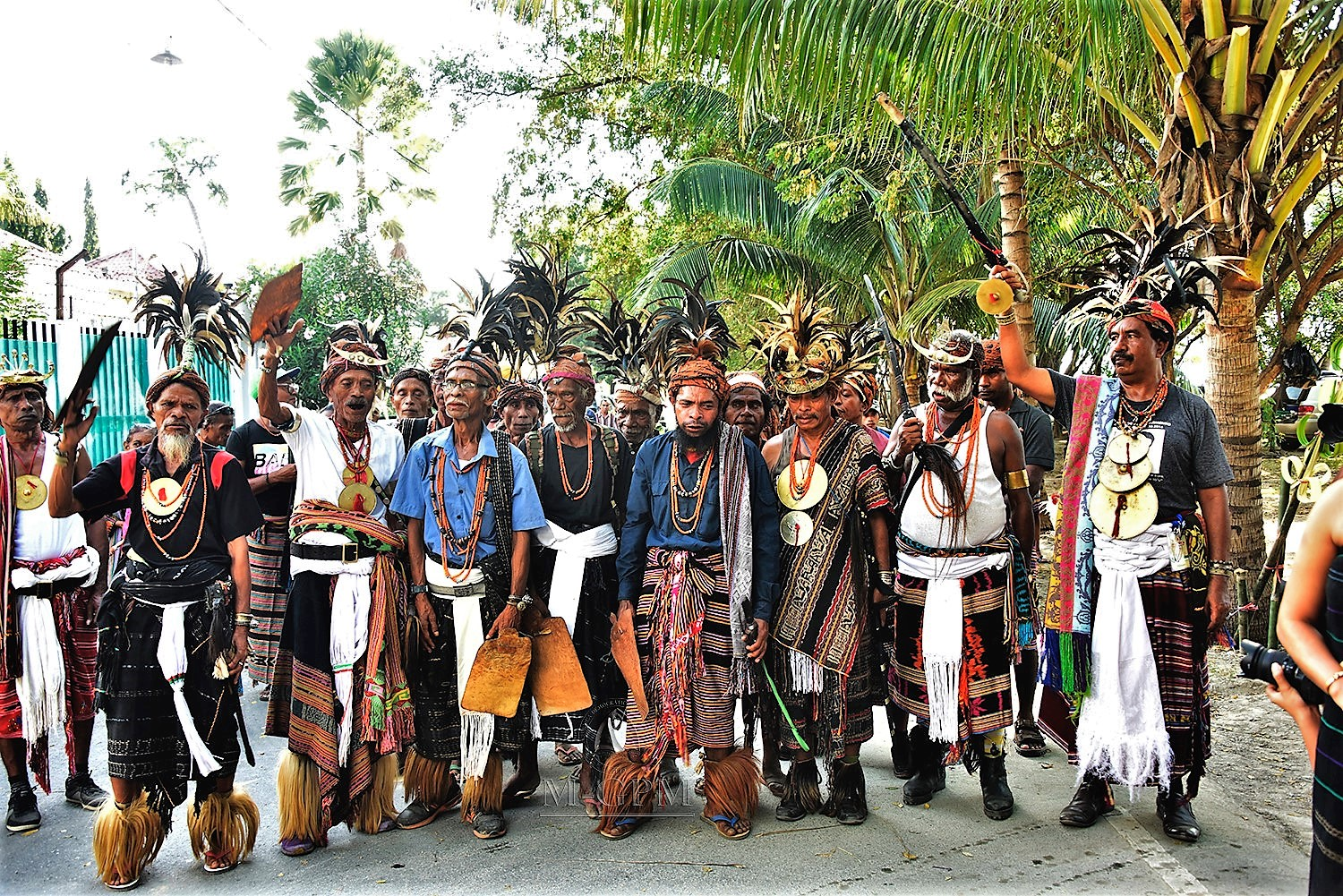
Zeremonie im Jardim Farol (2019)

In Aitarak befinden sich die brasilianische, die indonesische und die philippinische Botschaft.
Zwischen der Avenida de Portugal und der südlich gelegenen Travessa Sérgio Vieira de Mello liegt in der Nähe des Leuchtturms von Motael der Jardim Farol, der für traditionelle, religiöse Zeremonien genutzt wird. 2019 wurde hier ein Ai To’os zum Schutz des Landes gesetzt. Das hier 1952 errichtete Canto-Resende-Denkmal erinnert an den Portugiesen Artur do Canto Resende, der 1944 in einem japanischen Internierungslager starb.
An der Rua de Santo Antônio befindet sich die St Anthony’s International School, Dili.